# Francesc Queralt
Pour les articles homonymes, voir Queralt.
Francesc Queralt, né à Les Borges Blanques en 1740 et mort à Barcelone en 1825, est un musicien espagnol.

## Biographie
Francesc Queralt a été maître de chapelle de la cathédrale de Barcelone pendant de nombreuses années (1774-1815). Il est l'un des derniers rénovateurs du contrepoint classique traditionnel.
Il a eu comme élèves Baltasar Saldoni i Remendo, Domingo Arquimbau, etc. Sa production ne comprend que de la musique religieuse : duos, deux Magnificats (1799 et 1791), un Nisi Dominus et un Beatus vir. Il a également composé plusieurs oratorios italiens qui ont été créés à l'église Saint-Philippe-Néri à Barcelone, bien que seuls les livrets soient conservés. Beaucoup de ses œuvres sont pour deux ou trois chœurs et orchestre.